# Ла Паене Масара
Ла Паене Масара (англ. La Paene Masara; 10 листопада 1973) — індонезійський боксер.

## Аматорська кар'єра
На Олімпійських іграх 1996 здобув перемоги над Петером Балажом (Словаччина) і Хесусом Мартінесом (Мексика), а у чвертьфіналі програв Рафаелю Лосано (Іспанія) — 9-10.
На чемпіонаті Азії 1999 програв у першому бою.
На Олімпійських іграх 2000 переміг Івана Кальдерона (Пуерто-Рико) і програв Кім Кі Сук (Південна Корея).